# أرمين فيه
ارمين فيه (بالألمانية: Armin Veh) من مواليد (1 فبراير 1961 ‘ اوغسبورغ) هو لاعب كرة قدم ألماني سابق ومدرب كرة قدم حالي لنادي انتراخت فرانكفورت. وفاز في البطولة الألمانية مع الألماني فريق شتوتغارت في 19 مايو 2007. مركبة وفريقه كان أيضا فرصة للفوز "بالضعف"، بفوزه على الكأس في 26 مايو 2007 في برلين، لكنه خسر 2-3 في الوقت بدل الضائع ضد 1. نادي نورمبرغ.

## تاريخه
ولد في أوغسبورغ لعب، وذلك لاعب خط الوسط 1979-1983 في دوري الدرجة الأولى الألماني في بروسيا مونشنغلادباخ. مع مونشنجلادباخ عام 1980 لعب في نهائي كأس الاتحاد الأوروبي حيث خسر ضد اينتراخت فرانكفورت. في عام 1984 المنتهية في اصابته بكسر في الساق مسيرته في عالم - مستوى دوري الدرجة الأولى الألماني للمحترفين.
في عام 1985، عاد إلى الملاعب في مسقط رأسه ل نادي أوغسبورغ، والانتقال في عام 1987 لمدة بضعة أشهر لمنافسه المحلي اوغسبورغ Schwaben تي اس. بسبب الإصابة ولعب ثماني مباريات فقط في الدوري الألماني الثاني ل بايرويت SpVgg قبل تقاعده في تشرين الثاني عام 1990.
وسجل هدفين في مباريات دوري الدرجة الأولى الألماني هدفا واحدا في 60 مباريات دوري الدرجة الأولى الألماني الثاني، وظهر في 18 مباراة مع نادي سانت غالن السويسري.

## روابط خارجية
- أرمين فيه على موقع قاعدة بيانات كرة القدم.إي يو (الإنجليزية)
- أرمين فيه على موقع عالم كرة القدم.نت (الإنجليزية)
- أرمين فيه على موقع كووورة